# 102617 Allium
102617 Allium este o planetă minoră (asteroid), cu un diametru de 4,782 km, din centura de asteroizi. A fost descoperită pe 12 noiembrie 1999 la Osservatorio Astronomico di Gnosca⁠(d) de Stefano Sposetti⁠(d) și a fost numită după Allium. 
Obiectul prezintă o orbită caracterizată de o semiaxă mare de 2,5891041034702 UAi, o excentricitate de 0,2124752355796, o înclinație de 12,661111152252 ° în raport cu ecliptica.